# Ceraphron pristomicrops
Ceraphron pristomicrops är en stekelart som beskrevs av Paul Dessart 1965. Ceraphron pristomicrops ingår i släktet Ceraphron och familjen pysslingsteklar. Inga underarter finns listade i Catalogue of Life.